# David Ascalon

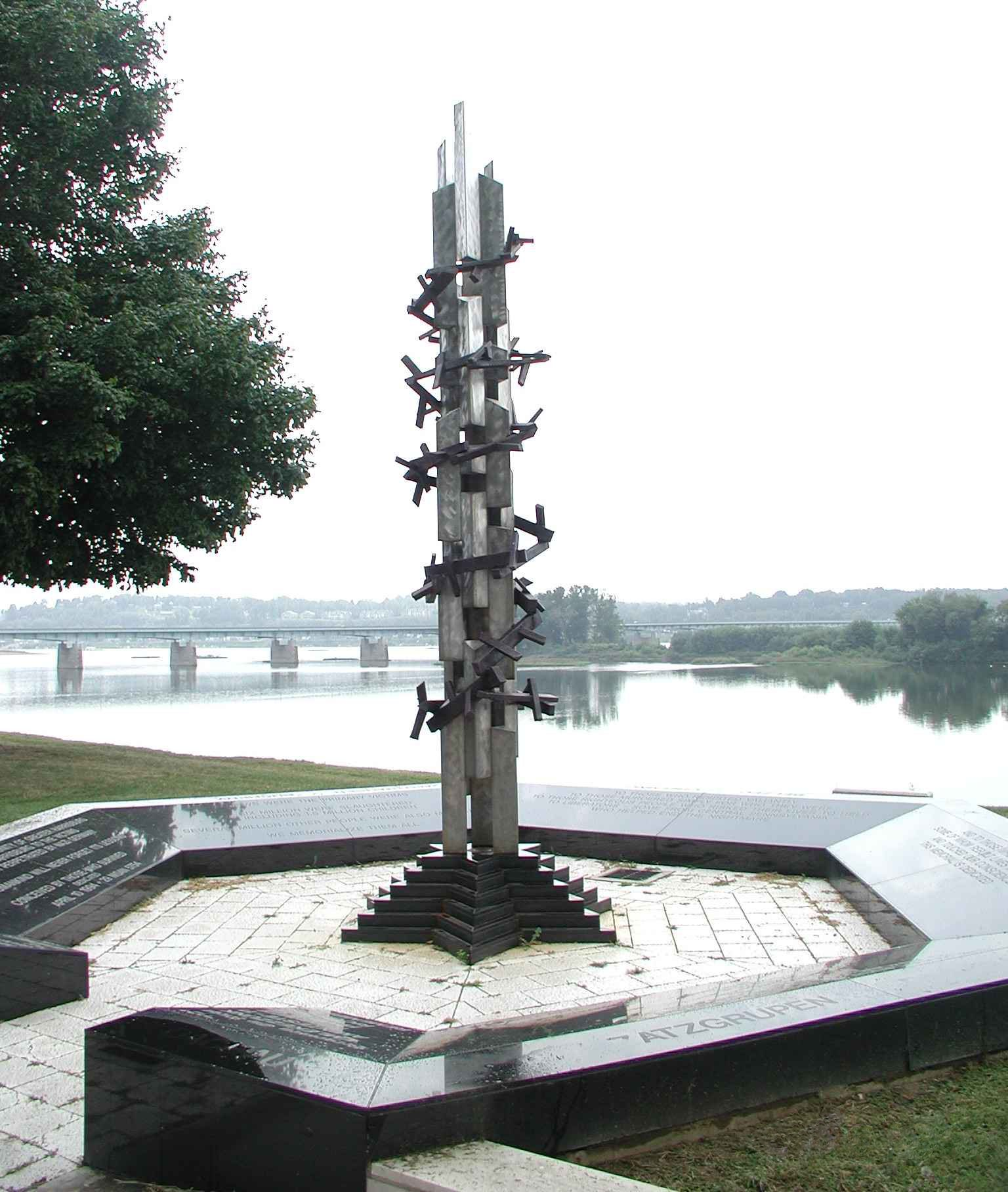
Memorial del Holocausto de David Ascalon para la Mancomunidad de Pensilvania (1994), en el Rio Susquehanna, Harrisburg (Pensilvania).

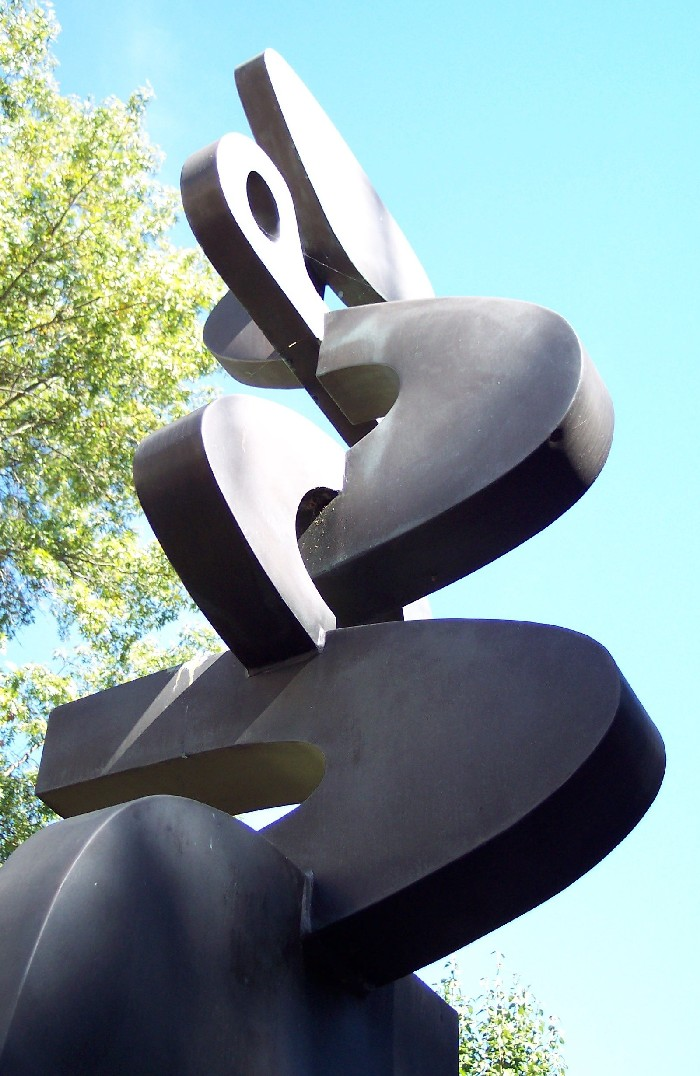
"Totem" de David Ascalon, escultura fabricada en bronce para la biblioteca pública de Cherry Hill (Nueva Jersey).

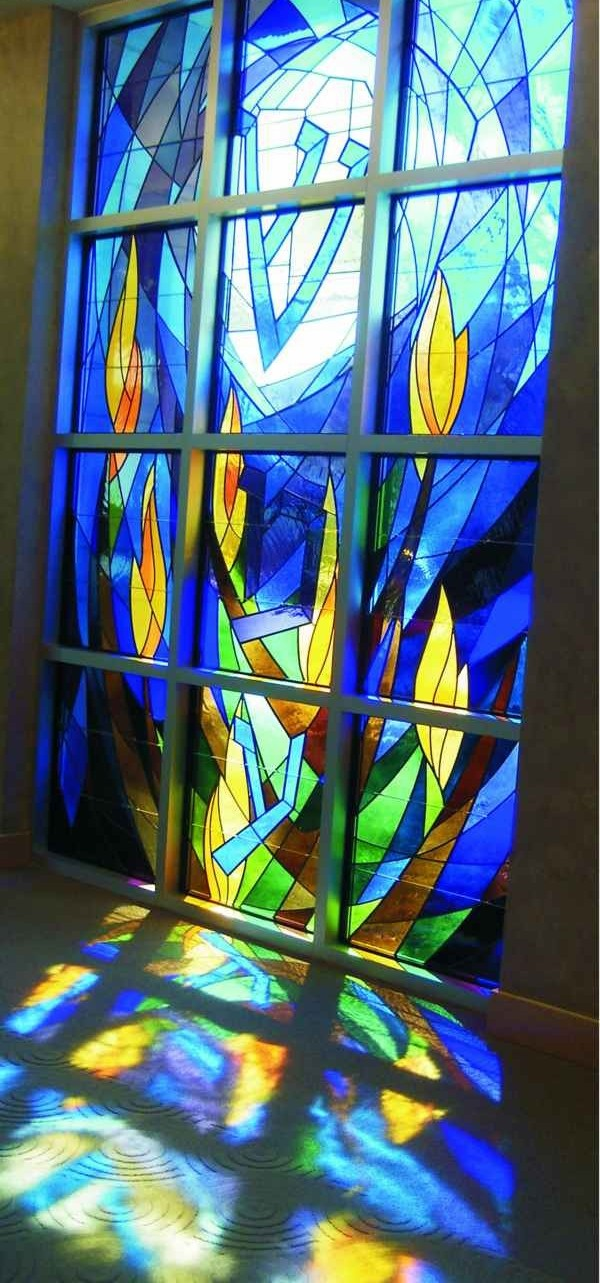
De una serie de ventanas de vidrio tintado para Beth El Congregation cerca de Washington D. C..

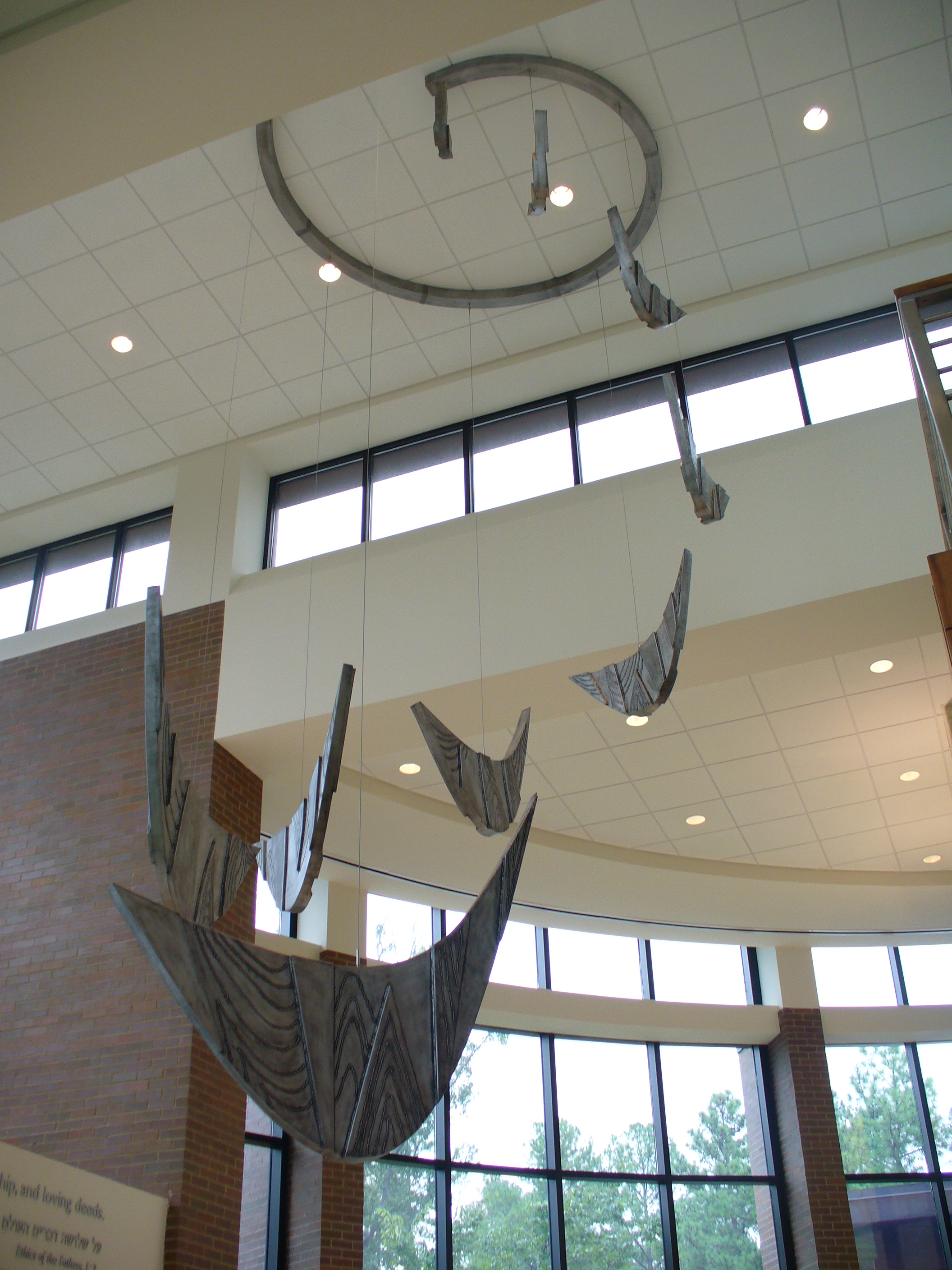
David Ascalon, "Wings to the Heavens", 2008. Arte cinético, aluminum, Memphis (Tennessee) Estados Unidos.

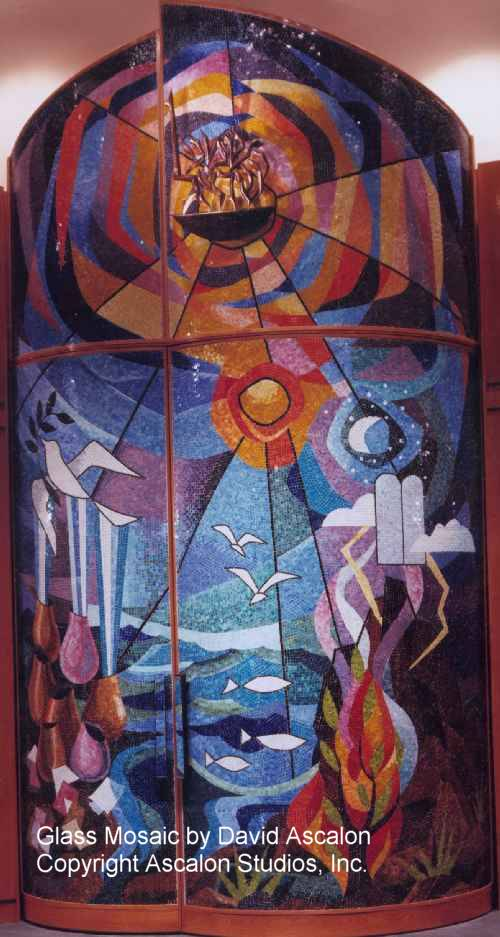
Mosaico de vidrio representando eventos del Antiguo Testamento alrededor de 2000, Tustin, California.

David Ascalon es un artista y escultor israelí (Tel Aviv, 8 de marzo de 1945). Recibió un temprano entrenamiento como aprendiz de su padre, el escultor húngaro Maurice Ascalon(1913-2003).
David se fue a Estados Unidos de adolescente cuando su padre llevó a su familia a través del Atlántico como una forma de ampliar sus horizontes. David estudió arte y diseño en la Universidad Estatal de California de Northridge y arquitectura en el Instituto Pratt de Nueva York, donde recibió su título. En los años 1970, Ascalon trabajó en los campos del diseño de interiores y la arquitectura en Nueva York para la firma del notable arquitecto israelí de Arieh Elhanani de Tel Aviv. Empezó a buscar un medio más inmediato de expresión artística que la arquitectura le permitiría, si bien, empezó a experimentar en esculturas de metal y explorando composiciones abstractas con soldadura a gas.
En 1977, David se mudó al área de Filadelfia donde formó con su padre los Estudios Ascalon. Fue entonces cuando empezó a enfocar sus esfuerzos en la creación de un lugar específico para sus trabajos de arte para sitios de culto y espacios públicos. Muchos de sus dibujos versan sobre temas eclesiásticos, sin embargo la utiliza enfoques no tradicionales y formas contemporáneas. En los años desde la fundación de los Estudios Ascalon, bajo la dirección de David, el estudio ha ejecutado cientos de proyectos en todo Norteamérica, desde esculturas monumentales y vidrieras litúrgicas hasta murales mosaico. Muchos trabajos suyos decoran sinagogas y otros lugares de culto. Entre sus instalaciones esculturales hay varios Memoriales del Holocausto que rinden tributo a las víctimas de las atrocidades (incluida parte de su propia familia).
David ha sido receptor de muchos grandes encargos y premios como el Premio del Foro Interconfesional del American Institute of Architects. Fue presidente de la Cofradía Americana de Arte Judaico y ha impartido conferencias en la materia de arte judaico. David tiene también licencia de piloto privado de aviones. David Ascalon es el padre del diseñador industrial americano Brad Ascalon. El hermano mayor de David, que murió en 2003, fue Adir Ascalon, un pintor y escultor surrealista que colaboró con el notable muralista mexicano David Alfaro Siqueiros.